# Рыскул
Рыскул (каз. Рысқұл, до 1993 г. — Жданово) — село в Тюлькубасском районе Туркестанской области Казахстана. Входит в состав Жаскешуского сельского округа. Код КАТО — 516045300.

## Население
В 1999 году население села составляло 951 человек (485 мужчин и 466 женщин). По данным переписи 2009 года, в селе проживало 999 человек (517 мужчин и 482 женщины).